# برنارد ماركوس
برنارد ماركوس (بالإنجليزية: Bernard Marcus)‏ (12 مايو 1929 – 4 نوفمبر 2024) هو رائد أعمال أمريكي، ولد في 12 مايو 1929 في نيوآرك في الولايات المتحدة.

## وصلات خارجية
- برنارد ماركوس على موقع إن إن دي بي (الإنجليزية)